# Владичин хан (община)
Община Владичин хан (на сръбски: Општина Владичин Хан) е община в Пчински окръг, Югоизточна Сърбия с площ от 366 км2. Административен център е град Владичин хан.

## Население
Населението на общината възлиза на 20 871 жители (2011 г.).
Етнически състав:
- сърби – 18 644 жители
- цигани – 1503 жители
- българи – 88 жители
- македонци – 23 жители
- други – 88 жители
- неизяснени – 251 жители
- неизвестно – 310 жители

## Населени места
| - Балиновце - Бачвище - Белановце - Белишево - Богошево - Брестово - Върбово - Владичин хан - Гарине - Горно Ябуково - Грамадже - Декутинце - Джеп - Долно Ябуково - Дупляне - Житорадже - Зебинце | - Йовац - Калиманце - Кацапун - Козница - Копитарце - Костомлатица - Кукавица - Куново - Кържинце - Лебет - Лепеница - Летовище - Лютеж - Мазарач - Манайле - Маняк - Мрътвица | - Островица - Полом - Прекодолце - Прибой - Равна река - Репинце - Репище - Ружич - Ръдово - Солачка Сена - Стубал - Сува Морава - Сърнечи дол - Теговище - Урвич - Ягнило - Ястребац |